# 이치조 카즈야
이치조 카즈야(一条 和矢, 1966년 4월 11일 ~ )는 일본의 남자 성우이다. 효고현 고베시 출신이다. 아내는 같은 성우인 히토미이다.

## 출연작

### TV 애니메이션
1995년
- 기갑전사 걸키버(그레이퍼스)

1997년
- 출동! 메가트레인(세븐)

1998년
- 멋지다 마사루(콘도 마챠히코)

1999년
- 디지캐럿(게이머즈의 점장)
- 투하트(후지타 히로유키)

2000년
- 디지캐럿 여름스페셜(게이머즈의 점장)

2001년
- 디지캐럿 봄 스페셜(게이머즈의 점장)
- 디지캐럿 여름방학 스페셜(게이머즈의 점장)

2003년
- 디지캐럿뇨(미셸 우사다, 게이머즈의 점장)

2004년
- 마법소녀 리리컬 나노하(타카마치 시로)
- 투하트 Remember My Memories(후지타 히로유키)
- 하급생2(코다이지 스케키요)

2005년
- 마법소녀 리리컬 나노하 A'S(타카마치 시로, 자피라)

2007년
- 마법소녀 리리컬 나노하 Striker'S(자피라)

2017년
- 원피스(샬롯 모스카토)

### OVA
1996년
- 동급생2(사이온지 아리토모)

1999년
- 피아캐롯에 어서오세요 2 DX(오카모 코타로)

2002년
- 디지캐럿 OVA 삐요코에게 맡겨줘(게이머즈의 점장)
- 월양염(카가미 유시로)

2003년
- 트라이앵글 하트 3~Sweet Song Foever~(타카마치 시로)

2005년
- 원반황녀 왈큐레 성령절의 신부(카즈토의 아버지)
- 키라메키 프로젝트(오오야 진)

### 극장판
2000년
- 디지캐럿 크리스마스 스페셜(게이머즈의 점장)

2017년
- 명탐정 코난: 진홍의 연가(나고로 시카오)
- 기동전사 건담 디 오리진V: 격돌 루움 전투

2018년
- 서뱀프: 앨리스 인 더 가든(아리스인 미카도)
- 마법소녀 리리컬 나노하 데토네이션(자파라)
- 기동전사 건담 디 오리진 Ⅵ: 탄생 붉은 혜성

### 게임
1998년
- 사무라이 스피릿츠2 ~아수라 참마전~ (아수라, 반면의 아수라)
- 신세기 로봇 전기 브레이브 사가 (세르츠 바하)

1999년
- The King of Fighters 99 (전훈)
- 검객이문록 신장 소생하는 창홍의 칼날 (유다)

2000년
- The King of Fighters 2000 (전훈)

2001년
- 노예시장 Renaissance (가리발디, 드라쿠아)

2002년
- 언리미티드 사가 (클라이드 블랙스톰, 오벨 벨벤드)

2003년
- 쇼콜라 ~maid cafe "curio"~ (사카키바라 히로유키)
- 치한자 토마스 (토야마 마스오)
- Clover Heart's (사이온지 선생)
- The King of Fighters 2003 (전훈)

2004년
- 마왕의 딸들 (엘니스)
- 슈퍼 로봇 대전MX (機将ギガグルメイ)
- 친구이상 연인미만 (磯部 権造)
- Yin-Yang! X Change Alternative (사오토메 렌지)

2005년
- 토가이누의 피 (모토미)
- 절대 복종 명령 (로우레스 슈트라이히)
- Angel's Feather 흑의 잔영·호박의 눈동자 (소마 신고)
- 네오지오 배틀 콜로세움 (아수라)
- 치한자 토마스Ⅱ (토야마 마스오)
- 야도희참귀행 (쿠구츠 우가치)
- 데보의 둥지 (듀시스)
- 슈퍼 로봇 대전MX 포터블 (機将ギガグルメイ)

2006년
- 월광의 카르네바레 (그리엘모)
- 브라반! -The bonds of melody- (오오가와라 진고로)
- 킬러 퀸 (테즈카 요시미츠)
- Laughter Land (다그)
- 버틀러즈 ~召しませ 아가씨~ (후지모리 텟타)
- なつぽち (사가라 하츠마))
- 버틀러즈 ~召しませ 아가씨~ 나이트 모드 (후지모리 텟타)

2007년
- 그리고 내일의 세계에서 (히나타 요우)

2008년
- 토가이누의 피 True Blood (모토미)
- 포츈 아테리얼 (아오토 마사노리)
- 시클렛 게임 -KILLER QUEEN- (테즈카 요시미츠)

2009년
- 네안의 팔라듐 (베르노와르)

## 가족
- 히토미(아내)